# Nørre Brarup Kirke
Nørre Brarup Kirke er en kirke, der ligger på en bakke i landsbyen Nørre Brarup på halvøen Angel i Sydslesvig i den nordtyske delstat Slesvig-Holsten. Kirken er viet til Jomfru Maria. Nørre Brarup Kirke er sognekirche i Nørre Brarup Sogn. Det formodes, at kirken har i middelalderen været Sliherreds centrale kirke.
Kirken er opført i romansk stil omkring året 1200 af granitkvadre. Efter sagnet er kirken bygget af tre jomfruer (Tan Nails, May Hys og Tekkel Jerrekoks), der boede på Kappeshøj (Korpeshøj) og som syntes, at kirkevejen til Strukstrup var alt for længe. De tre stenhugne figurer over syddøren skal tyde herpå. Motivet på tympanonet er dog Kristus, der overrækker nøgle og bog til Peter og Paulus (traditio legis). Billedet er flankeret af to halvsøjler. Under halvsøjlerne ses relieffer med djævelen og et uhyr kæmpede med tre mennesker. Den tilmurede nordportal har tympanon med et græsk kors. Tagrytteren er fra 1625. Våbenhuset ved sydportalen er bygget 1796.  I det inde har kirken fladt bjælkeloft. I 1789 blev korbuen fjernet og vinduerne forstørret. Formålet var at skabe en større hallekirke som protestantisk prædikekirke. To romanske rundbuevinduer er bevaret ved kirkens nordside. I 1959 blev korbuen rekonstrueret og malet med ornamenter. Samme år blev orglet flyttet på pulpituret i kirkens vestende. Orglet selv er udført af Marcussen & Søn i 1887. Klokkestablen er fra 1441, senest renoveret i årene 2018-2020. Den regnes for at være den ældste klokkestabel i Sydslesvig. Prædikestolen menes udført 1705 af billedskæreren Frederik Fisker fra Slesvig. Stolens fem billedfelter viser scener fra Jesu liv (Mariæ bebudelse, Jesu fødsel, korsfæstelse, opstandelse og himmelfart). Den gotiske altertavle fra 1500-tallet viser den lidende Kristus med Gud Fader, flankeret af Maria og Ærkeenglen Mikael. Døbefonten er fra 1468 med relieffer af Kristus som verdensdommer. En ældre døbefont fra 1200-tallet blev senere overført til en skovriddergård ved Stor Bredbøl sydvest for Nørrebrarup, men er imidlertid forsvundet.
I årene før den 2. Slesvigske krig var kirkesproget blandet dansk-tysk. Menigheden hører nu under den nordtyske lutherske kirke.
- Tympanon over sydportalen
- Kristus som verdensdommer på fonten
- Sidealter
- Prædikestol
- Klokkestabel